# Горбово (Новгородская область)
Горбово — деревня в Окуловском муниципальном районе Новгородской области, относится к Боровёнковскому сельскому поселению.
Деревня расположена на северо-востоке района, неподалёку от административной границы с Любытинским муниципальным районом, в 24 км к северу или в 34 км по автомобильным дорогам от административного центра сельского поселения — посёлка Боровёнка. Расстояние до административного центра муниципального района — города Окуловка — 33 км на юг или 65 км по автомобильным дорогам.
Неподалёку к востоку расположены деревни Памозово и Сухово

## Население
Численность постоянного населения деревни (2006 г.) — 2 человека.

## История
В Новгородской губернии деревня была приписана к Каёвской волости Крестецкого уезда, а с 30 марта 1918 года Маловишерского уезда. До 2005 года деревня относилась к Висленеостровскому сельсовету.

## Транспорт
Ближайшая железнодорожная станция расположена в Боровёнке. Вблизи деревни (в Памозово) проходит автомобильная дорога Боровёнка — Висленев Остров (севернее в 2 км) — Любытино.